# Haplopus obtusus
Haplopus obtusus är en insektsart som beskrevs av Ludwig Redtenbacher 1908. Haplopus obtusus ingår i släktet Haplopus och familjen Phasmatidae. Inga underarter finns listade i Catalogue of Life.